# Katarina Arvidson
Denna artikel behandlar skådespelaren och operasångaren Katarina Arvidson tidigare Andersson. För triathleten Katarina Andersson se Katarina Andersson (triathlet). 
Katarina Arvidson (tidigare Andersson), född den 20 januari 1967, är en svensk operasångerska (mezzosopran). 
Arvidsson, som är utbildad vid bland annat Operastudio 67 och vid Operahögskolan. Hon har sjungit roller som både grevinnan och Cherubin i Figaros bröllop, Carmen och Askungen. Hon har bland annat framträtt i operauppsättningar på Confidencen, Norrlandsoperan, Uppsala stadsteater, Värmlandsoperan och Kungliga Operan. 

## Filmografi
- 2000 – Jönssonligan spelar högt